# Kaapse struikzanger
De Kaapse struikzanger (Bradypterus sylvaticus) is een zangvogel uit de familie Locustellidae.

## Verspreiding en leefgebied
Deze soort is endemisch in Zuid-Afrika en telt twee ondersoorten:
- B. s. sylvaticus: zuidelijk Zuid-Afrika.
- B. s. pondoensis: oostelijk Zuid-Afrika.

## Status
De grootte van de populatie is in 2015 geschat op 2500-10.000 volwassen vogels. De populatie is klein en versnipperd en de aantallen nemen af door habitatverlies. Op de Rode lijst van de IUCN heeft deze soort daarom de status kwetsbaar.